# YES 愛的諾言
《YES 愛的諾言》，是中島美嘉以本名身分發行的第四張原創錄音室專輯。 日本地區於2007年3月14日發行。

## 概述
- 2005年3月發行了「MUSIC 完美嘉音」後，推出了精選集「BEST 最嘉精選」以及以NANA starring MIKA NAKASHIMA名義發行的專輯「THE END」。 「YES 愛的諾言」則為中島美嘉睽違兩年以本名發行的第四張原創錄音室專輯。
- 這張專輯中收錄的單曲「真實的自我」也在同日發行。
- 專輯不僅收錄了單曲「CRY NO MORE」、「ALL HANDS TOGETHER」、「MY SUGAR CAT」、「看不見的星星」，同時收錄了這些單曲中的B面曲「BLACK & BLUE」、「 WHAT A WONDERFUL WORLD」、「I LOVE YOU」。
- 「MY SUGAR CAT」單曲中的B面翻唱曲「眷戀」並未收錄在專輯當中。
- 初回限定盤中的DVD收錄了6首歌曲的音樂錄影帶以及「WHAT A WONDERFUL WORLD」的現場演唱影像。
- 2007年4月－7月舉行全國巡迴演唱會。購買初回限定盤可以擁有先行購票的權利。
- 因「WHAT A WONDERFUL WORLD」現場演唱影像的版權問題，台灣地區於同年八月才發行附DVD的初回限定盤。
- ORICON最高第3名。銷量約29.4萬張

## 收錄曲目

### CD
1. I LOVE YOU(Album Ver.)
＜詞・曲：尾崎豊／編曲：松浦晃久＞
2. 看不見的星星
＊日本電視台連續劇「派遣職員的品格」主題曲
＜詞・曲：長瀬弘樹／編曲：羽毛田丈史＞
3. 真實的自我
＊NTT Docomo廣告歌曲
＜詞・曲：RYOJI（決明子）／編曲：YANAGIMAN＞
4. CRY NO MORE
＊MBS・TBS系動畫『BLOOD+』片尾曲
＜詞：康珍化／曲：LENSEI／編曲：河野伸＞
5. ALL HANDS TOGETHER
＜詞：中島美嘉、SOUL OF SOUTH／曲：Lori Fine(COLDFEET) ／編曲：河野伸＞
6. DANCE WITH THE DEVIL
＊KATE電視廣告主題曲（2007.2～）
＜詞：中島美嘉／曲：岡野泰也／編曲：森俊之＞
7. BLACK & BLUE
＊KATE電視廣告主題曲（2006.2～）
＜詞：中島美嘉、Lori Fine／曲：Lori Fine／編曲：河野伸＞
8. JOY
＜詞：Lori Fine／曲：Lori Fine／編曲：COLDFEET＞
9. THE DIVIDING LINE
＜詞：中島美嘉／曲：Lori Fine／編曲：COLDFEET＞
10. MY SUGAR CAT
＊KATE電視廣告主題曲（2006.7～）
＜詞：中島美嘉／曲：五島良子／編曲：森俊也＞
11. 污損的花
＜詞：中島美嘉／曲・編曲：佐藤泰司＞
12. GOING BACK HOME
＜詞：持田香織（ELT）／曲：Gajin／編曲：河野伸＞
13. 祈念歌
＜詞：宮沢和史／曲：岡野泰也／編曲：河野伸＞
14. WHAT A WONDERFUL WORLD
＜詞・曲：George David Weiss、Robert Thiele／編曲：Dr.kyOn＞

### DVD（初回限定盤）
1. opening
2. CRY NO MORE
3. BLACK & BLUE
4. ALL HANDS TOGETHER
5. MY SUGAR CAT
6. 看不見的星星
7. I LOVE YOU
8. WHAT A WONDERFUL WORLD（LIVE）
9. ending roll